# Douglas Ravenel
Pour les articles homonymes, voir Ravenel.
Douglas Conner Ravenel (né le 17 février 1947) est un mathématicien américain connu pour ses travaux en topologie algébrique.

## Biographie
Ravenel obtient son doctorat de l'Université Brandeis en 1972 sous la direction d'Edgar H. Brown avec une thèse intitulée « A Definition of Exotic Characteristic Classes ». De 1971 à 1973, il est instructeur C.L.E. Moore au Massachusetts Institute of Technology, et en 1974/75, il est à l'Institute for Advanced Study. Il devient professeur adjoint à l'université Columbia en 1973 et à l'université de Washington à Seattle en 1976, où il est promu professeur associé en 1978 et professeur en 1981. De 1977 à 1979, il est Sloan Fellow. Depuis 1988, il est professeur à l'université de Rochester. Il est conférencier invité au Congrès international des mathématiciens à Helsinki en 1978 et est rédacteur en chef du New York Journal of Mathematics depuis 1994.
En 2012, il devient membre de l'American Mathematical Society. En 2022, il reçoit le prix Oswald-Veblen de géométrie.

## Travaux
Le principal domaine de travail de Ravenel est la théorie de l'homotopie stable. Deux de ses articles les plus connus sont Periodic phenomena in the Adams–Novikov spectral sequence, écrit avec Haynes Miller et W. Stephen Wilson (Annals of Mathematics 106 (1977), 469-516) et Localization with respect to certain periodic homology theories (American Journal of Mathematics 106 (1984), 351–414).
Dans le premier de ces deux articles, les auteurs explorent les groupes d'homotopie stables des sphères en analysant les termes {\displaystyle E^{2}} de la séquence spectrale d'Adams–Novikov. Les auteurs mettent en place la séquence spectrale dite chromatique reliant ce terme {\displaystyle E^{2}} à la cohomologie du groupe stabilisateur de Morava, qui présente certains phénomènes périodiques dans la séquence spectrale Adams-Novikov et peut être considéré comme le début de la théorie de l'homotopie chromatique. En appliquant cela, les auteurs calculent la deuxième ligne de la séquence spectrale Adams-Novikov et établissent la non-trivialité d'une certaine famille dans les groupes d'homotopie stables de sphères. Dans tout cela, les auteurs utilisent les travaux de Jack Morava et eux-mêmes sur la cohomologie Brown-Peterson et la théorie K de Morava.
Dans le deuxième article, Ravenel étend ces phénomènes à une image globale de la théorie de l'homotopie stable conduisant aux conjectures de Ravenel. Dans cette image, le cobordisme complexe et la théorie K de Morava contrôlent de nombreux phénomènes qualitatifs, qui n'étaient auparavant compris que dans des cas particuliers. Ici Ravenel utilise la localisation au sens d'Aldridge Bousfield (en) d'une manière cruciale. Toutes les conjectures de Ravenel sauf une ont été prouvées par Ethan Devinatz, Michael J. Hopkins et Jeff Smith peu de temps après la publication de l'article. 
Dans d'autres travaux, Ravenel calcule les K-théories de Morava de plusieurs espaces et prouve des théorèmes importants de la théorie de l'homotopie chromatique avec Hopkins. Il est également l'un des fondateurs de la cohomologie elliptique. En 2009, il résout avec Michael Hill et Michael Hopkins le problème de l'invariant 1 de Kervaire pour les grandes dimensions.
Ravenel a écrit deux livres, le premier sur le calcul des groupes d'homotopie stables des sphères et le second sur les conjectures de Ravenel, familièrement connus parmi les topologues respectivement sous le nom de livres vert et orange (bien que le premier ne soit plus vert, mais bordeaux, dans son édition actuelle).